# 周一嶽
周一嶽，GBS，MBE（1947年8月6日—），香港骨科醫生，於1992年出任伊利沙伯醫院行政總監，於2001年出任瑪麗醫院行政總監，於2002年出任醫院管理局港島西聯網總監，於2004年10月接替辭任的楊永強擔任食物及衞生局局長至2012年。卸任后獲政府任命為平等機會委員會主席，現為香港理工大學康復治療科學系、以及香港大學醫學院榮譽教授。

## 背景
周一嶽生於香港，有5名兄弟姊妹，自己排行第4，父親是前助理教育司周覺識。周一嶽早年就讀皇仁書院（1959年至1966年；1964年中五）及香港大學（1966年至1971年），曾擔任香港骨科醫學會主席、香港骨科醫學院副院長，以及獲選為香港醫學專科學院院務委員。他現為香港理工大學康復治療科學系榮譽教授及香港大學醫學院榮譽教授。
周一嶽積極參與義務及社會工作，曾獲委任為香港康體發展局及香港體育學院副主席，和康復專責小組成員。
周一嶽自1986年起出任香港傷殘人士體育協會主席。自1997年起，他連續獲選為國際傷殘人士奧委會副會長。他現時亦為香港理工大學校董會成員。
2009年，他在香港殘疾人奧委會暨傷殘人士體育協會的第三十七屆會員大會中，獲選為會長；接替在同年8月24日去世的方心讓。
周一嶽擔任食物及衞生局局長推行的政策如禁止散養家禽、醫療券、連串醫療事故等，受到部分輿論詬病，由於幾乎每個星期都有新事件發生，故有「周一鑊」的綽號。2010年6月立法會政府帳目委員會指周一嶽及其下屬衞生署署長林秉恩對藥物規管及監控未有足夠重視，對此表示極度遺憾。（委員會並譴責林秉恩。）周一嶽2011年3月就公立醫院醫生流失及待遇問題，勸勉醫生不要「斤斤計較」；後來表示如果言論令部分醫生不滿，願意致歉。2012年2月立法會政府帳目委員會發表報告，批評政府六年前曾檢討是否需要實施營養標籤規定，但到現在仍未制訂有關法規，做法是「不可接受」令人「震驚」，對政府未能有效履行作為食物安全主管的職責，以致公眾健康未有得到充分的保障……深表遺憾並認為不可接受。帳委會主席黃宜弘指周一嶽負責的食衛局未有在審計署擬訂報告書時，就報告內容提出異議，反而在公開聆訊才提出意見，延長聆訊的時間，做法不妥當。
2013年3月5日，政府宣布委任周一嶽為平等機會委員會（平機會）主席，接替已出任行政會議召集人的林煥光。周任內促成修訂《性別歧視條例》，擴大性騷擾的保障範圍，成立少數族裔事務組，專注處理種族歧視問題，並為現行四條反歧視條例檢討作公開諮詢。有平機會員工認為周作風開明，是「有心想做事的好主席」。離開平機會後，周一嶽於2017年加入友邦保險，擔任香港及澳門首席醫務官及企業顧問。

## 個人生活
周一嶽於1982年6月與外籍女子Shelley Merril Wright 在香港結婚，婚後育有1名女兒。
周喜好歌唱，尤以演唱英文歌劇為佳，但他在2011年為東華三院籌募經費的無綫電視節目《歡樂滿東華》環節「嶽曲弦歌東華情」中，演唱譚詠麟粵語名曲《忘不了你》，雖然為東華籌得一百萬港幣，但由於其歌藝被受批評，因而獲得「官場技安」外號，但他為了一洗恥辱，在任內及離任政府官員後，亦多次公開演唱，如在公民黨七週年晚會中，亦與歌星黃耀明合唱他的名作《禁色》，及為推別性別平權，而與「性學博士」吳敏倫合唱《難為正邪定分界》。

## 榮譽
- 1995年英女皇壽辰榮譽名單獲頒授MBE勳銜。
- 2001年獲頒授銀紫荊星章。
- 2006年獲香港理工大學榮譽社會科學博士。
- 2009年獲頒授金紫荊星章。
- 2011年獲世界衞生組織頒發「世界無煙日特別總幹事獎」，以表揚香港控煙工作的成就[9][10]。
- 2014年獲香港公開大學榮譽社會科學博士。

## 資料來源
1. 1 2 3 4 5 6 7  Kevin Sinclair (编).  4. Who's Who in Hong Kong Ltd.、Asianet Information Services Ltd. 1988: 82.
2. 1 2 3  . 東方日報. 2004-10-26  [2022-04-02]. （原始内容存档于2022-04-02）.
3. ↑  . 晴報. 2014-03-27  [2022-04-02]. （原始内容存档于2022-04-02）.
4. ↑  第三十七屆週年會員大會  周一嶽醫生接任會長一職[永久] 香港殘疾人奧委會暨傷殘人士體育協會，2009年12月15日新聞發佈
5. ↑  . 《頭條日報》. 2011-03-26.
6. ↑  .   [2013-03-05]. （原始内容存档于2019-09-01）.
7. ↑  .   [2016-03-18]. （原始内容存档于2017-01-08）.
8. ↑  . 香港經濟日報. 2017-03-03  [2017-03-03]. （原始内容存档于2019-05-18）.
9. ↑  . 香港政府新聞稿. 2011-05-29  [2011-10-04]. （原始内容存档于2019-09-02）.
10. ↑  . 《大公報》. 2011-05-29.[永久]